# Neoerythromma
Neoerythromma is een geslacht van libellen (Odonata) uit de familie van de waterjuffers (Coenagrionidae).

## Soorten
Neoerythromma omvat 2 soorten:
- Neoerythromma cultellatum (Hagen in Selys, 1876)
- Neoerythromma gladiolatum Williamson & Williamson, 1930